# 松濤館流

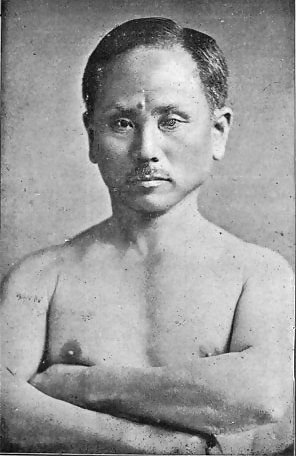
船越義珍

松濤館流（しょうとうかんりゅう、新字体：松涛館流）は、空手の流派のひとつ。近代空手の祖とも言われる船越義珍を事実上の開祖とする。剛柔流、糸東流、和道流と並び、空手の四大流派の一つとされている。

## 概要
「松濤館流」という名前は、船越が昭和14年（1939年）に東京の豊島区雑司ヶ谷に開いた道場「松濤館」に由来する。道場名の「松濤」は船越が青年時代から使用していた雅号である。
船越自身は「無流派主義」を標榜し、流派を名乗ることはなかった。しかし、船越の空手が広まるに連れ、他流派と区別する便宜上松濤館流と呼ばれるようになり、船越はその開祖と見なされるようになった。
松濤館流は、昭和23年（1948年）に船越の門弟達が創設した日本空手協会（船越は初代最高師範）を筆頭に、多くの会派に分かれている。松濤館流は全世界に広がり、空手の流派の中でも最も多くの人々に学ばれている。

## 型
- 太極初段
- 太極二段
- 太極三段
- 平安初段
- 平安二段
- 平安三段
- 平安四段
- 平安五段
- 鉄騎初段
- 鉄騎二段
- 鉄騎三段
- 抜塞大
- 抜塞小
- 観空大
- 観空小
- 半月
- 十手
- 燕飛
- 岩鶴
- 慈恩
- 壮鎮
- 二十四歩
- 五十四歩大
- 五十四歩小
- 珍手
- 雲手
- 明鏡
- 王冠
- 慈陰

松濤館流の全日本空手道連盟指定形は次のとおり。
- 第一指定形：観空大 慈恩
- 第二指定形：観空小 燕飛

## 主な会派団体
日本空手道松濤會
- 船越義珍を初代会長とし、長男・義英が第二代会長となる。スポーツ化する空手とは一線を画し、試合競技を行わない。所属している大学の主要校としては、中央大学、専修大学、学習院大学、成城大学等がある。

詳しくは日本空手道松濤會の項参照
日本空手協会(JKA)
- 全日本空手道連盟の協力団体。単独の会派団体として世界最大規模の空手団体。所属している大学の主要校としては、拓殖大学、駒澤大学、青山学院大学、関東学院大学等がある。

詳しくは日本空手協会の項参照
全日本空手道松涛館(AJKS)
- 平成26年（2014年）、全日本空手道連盟主導で設立し、全日本空手道連盟の協力団体となった。松濤館流会派の緩やかな連合体となっている。

詳しくは全日本空手道松涛館の項参照
日本空手松涛連盟(JKS)
- 全日本空手道松涛館加盟団体。浅井哲彦が設立。所属している大学の主要校としては、帝京大学等がある。芸能事務所「テアトルアカデミー」が後援している。

日本空手道道場会
- 全日本空手道松涛館加盟団体。

詳しくは日本空手道道場会の項参照
日本空手道松濤館流秀修館
- 全日本空手道松涛館加盟団体。杉守吉之輔が岡山県岡山市に設立。

詳しくは日本空手道松濤館流秀修館の項参照
國際松濤館空手道連盟(SKIF)
- 昭和53年（1978年）、金澤弘和が日本空手協会より独立し設立。

詳しくは國際松濤館空手道連盟の項参照
世界松濤舘空手道連盟(WSKF、ワールド松濤舘)
- 平成2年（1990年）粕谷均により設立。

詳しくは世界松濤舘空手道連盟の項参照
空手之道世界連盟(KWF)
- 矢原美紀夫が設立。

詳しくは空手之道世界連盟の項参照
新日本空手道連盟野崎会館・揚心館
- 野崎誠が野崎会館を設立し、同時に新日本空手道連盟を発足する。工藤正一が揚心館を設立。

詳しくは新日本空手道連盟野崎会館・揚心館の項参照
日本松涛館空手協会(JSKA)
- 阿部圭吾が設立。

日本空手道協会(JKD)
- 佐藤達美が設立。神奈川県を中心に活動。

松濤館岡野派 謙交塾
- 岡野友三郎が昭和17年（1942年）に設立。日本空手道連合会加盟団体。

致道会
- 佐々木武が設立。現会派長は全日本空手道連盟会長代行の栗原茂夫。日本空手道連合会加盟団体。

近代空手道会
- 近藤正拳が昭和52年（1977年）に設立。日本空手道連合会加盟団体。

イサカ空手セミナー
- 井坂明人が設立。

日本空手道公津の杜道場
全日本空手道松涛館加盟団体。 詳しくは日本空手道公津の杜道場の項参照